# Знезалізнення води
Знезалізнення води — зменшення вмісту сполук заліза у воді для покращення її якості, очищення.
При вживанні води, перенасиченої залізом, людський організм стає схильним до хвороб кишково-шлункового тракту, сприяє розвитку цукрового діабету, проблеми з суглобами.

## Методи знезалізнення
На сьогоднішній день існує кілька методів знезалізнення підземних вод. Їх можна розділити на групи:
1. Реагентні;
2. Каталітичні;
3. Іонообмінні;
4. Біохімічні.

Кожний із них має свої переваги й недоліки, але всі вони (за винятком іонообмінного) ґрунтуються на окиснюванні заліза ІІ до заліза ІІІ, при чому відбувається перехід заліза в нерозчинну форму, яка затримується на фільтрах.

### Реагентний метод
Широко розповсюджений у промисловій водопідготовці великих об'ємів води. Добре вивчений, має великий спектр застосування різноманітних реагентів, починаючи від атмосферного кисню та закінчуючи вапном і гіпохлоритом.
Реагентні методи ґрунтуються на введенні у вихідну воду реагенту, що сприяє переходу розчинного двовалентного заліза (II) у його нерозчинну тривалентну (III) форму. Цього можна домогтися двома шляхами — уводячи окиснювач (атмосферний кисень, озон, хлор і його сполуки, перманганат калію й ін.) або підвищуючи pH води вище 8 (вапняне молоко, сода, і інші pH-коректори) а також використати в комплексі і те, й інше. Останній метод, як самостійний — тільки для знезалізнення, практично не застосовується, він використовується в комплексній водопідготовці: пом'якшенні, знезалізненні, деманганації (видаленні марганцю) — або якщо залізо й марганець присутні у складних комплексних органічних сполуках. Після переходу заліза в нерозчинну форму його сполуки затримуються в товщі фільтрувального завантаження, а очищена вода надходить споживачеві.
У самостійному вигляді — тобто тільки для знезалізнення, найбільш широке поширення отримав метод окиснення розчинного заліза. Із всіх окиснювачів найбільш безпечним і дешевим є атмосферний кисень, що подають у воду різними способами в складі повітря. Найпоширеніші методи подачі повітря — спрощена аерація (розбризкування води й політ її краплі від бризкальних насадок до дзеркала води), вакуумно-ежекційний (використання різних конструкцій ежекторів для підсмоктування повітря в потік води), напірна аерація — подача повітря компресором. При цьому відбувається така реакція:
4Fe(НСО3)2 + O2 + 2H2O → 4Fe(OH)3↓ + 8CO2↑.
Під час окиснювання 1 мг бікарбонатного заліза Fe(НСО3)2 утворюється 1,6 мг вільного вуглекислого газу, загальна твердість води зменшується на 0,043 мг-екв/л, зменшується лужність води на 0,0361 мг-екв/л. На окиснення 1 мг заліза (ІІ) витрачається 0,143 мг розчиненого у воді кисню, тобто для окиснення заліза (II) у залізо (III) киснем повітря на 1 мг заліза, що видаляється, досить додати у воду 2 л повітря. Процес збагачення води киснем при її розбризкуванні в повітрі відбувається досить інтенсивно. При падінні крапель води з висоти 0,5 м вміст кисню у воді досягає 5 мг/л, що достатньо для окиснення 35 мг/л заліза (ІІ). Тобто зміни в хімізмі води мінімальні, органолептика поліпшується, а мінеральна складова залишається без змін. Цей метод можна застосовувати у випадках, коли вихідна вода характеризується такими показниками (1):
- pH не менше 6,6;
- лужність не менше 1,35 мг-екв/л;
- вміст вуглекислоти до 100 мг/л;
- вміст сірководню до 10 мг/л;
- перманганатна окиснюваність не більше 8,5 мг О2/л.

Можливі зміни меж застосування комплексу pH і перманганатної окиснюваності. Аналогічні процеси відбуваються при окисненні заліза (II) іншими окиснювачами, але їхнє введення та й вони самі викликають певні проблеми. Мати справу зі сполуками хлору, або тим більше із самим хлором або озоном набагато складніше, ніж з атмосферним повітрям, яким ми дихаємо. Проте при деяких умовах доводиться застосовувати такі процеси, і тоді говорити про збереження природної структури води складно. Утворені колоїди сполук заліза затримуються в товщі фільтрувального завантаження.

### Каталітичний метод
Метод заснований на каталітичному окисненні заліза (II) до заліза (III) у товщі фільтрувального завантаження. Часто застосовується разом з додатковою подачею повітря. Як каталізатор процесу часто виступає діоксид марганцю, що у вигляді плівки наноситься на поверхню зерен фільтрувального завантаження, наприклад піску, природного цеоліту, штучних алюмосилікатів на зразок «Birm» або модифікованого глауконіту, що одержав в іноземній класифікації назву «GreenSand» — і який, завдяки відносно високому вмісту діоксиду марганцю, має не тільки каталітичні, але й окисно-відновні властивості.
Для відновлення каталітичних властивостей таких завантажень необхідна регенерація окиснювальної здатності фільтрувального завантаження за рахунок реагентної обробки окиснювачем — найчастіше, перманганатом калію. Гідроокис заліза в свою чергу є ефективним каталізатором.
Область й умови застосування «Birm» (без подачі атмосферного повітря):
- pH 8.0—9.0;
- концентрація розчиненого у воді кисню не менш 13 % від концентрації заліза;
- неприпустимий контакт із хлором і сірководнем, а також з поверхнями із чорних металів труб і корпусів фільтрів.

Область і умови застосування «GreenSand»:
- широкий діапазон pH вихідної води;
- ефективне видалення розчиненого й нерозвиненого заліза з концентрацією до 10 мг/л;
- видалення марганцю і сірководню;
- регулярна регенерація перманганатом калію[7].

### Йонообмінний метод
Знезалізнення катіонуванням застосовують при одночасному знезалізненні й пом'якшенні води, а також у тих випадках, коли не застосовується збагачення води киснем при надходженні її на катіонітні фільтри, і низькому pH 6,2 і менше. На катіонітовому фільтрі може бути затримано тільки залізо, що перебуває в йонній формі, при цьому відбувається заміщення йонів заліза на йони натрію. Знезалізнення катіонуванням роблять на катіонітних фільтрах, завантажених шаром катионіту товщиною 1,5—2,5 м. Корпус фільтрів повинен бути покритий антикорозійною сполукою, а дренажна система виконана з корозійно стійкого матеріалу або нержавіючої сталі щоб уникнути збагачення води залізом. Швидкість фільтрування — до 25 м/год. Регенерацію роблять 5—6%-м розчином повареної солі. Через кожні 5…20 регенерацій катіонітове завантаження повинно бути промите перед черговою регенерацією 1%-м розчином інгібіруваної соляної кислоти.
Йонообмінні смоли застосовуються у водоочищенні з 60-х років XX століття, але особливе поширення одержали наприкінці 80-х — в 90-х роках.
При знезалізненні йонообмінним методом присутність в оброблюваній воді розчиненого кисню вкрай небажано, оскільки гідроокис тривалентного заліза, що випадає на йонообмінних матеріалах, утруднює процес видалення розчиненого заліза. Йонообмінні смоли являють собою нерозчинні високомолекулярні сполуки з функціональними йоногенними групами, здатними вступати в реакції обміну з йонами розчину. Деякі типи йонітів мають здатність вступати в реакції комплексоутворення, окиснювання-відновлення, а також здатністю до фізичної сорбції низки сполук.
Йоніти мають гелеву, макропористу й проміжну структуру. Гелеві йоніти позбавлені справжньої пористості й здатні до йонного обміну тільки в набряклому стані. Макропористі йоніти мають розвинуту поверхню через наявність пор і тому здатні до йонного обміну як у набряклому, так й у ненабряклому стані. Гелеві йоніти характеризуються більшою обмінною ємністю, ніж макропористі, але поступаються їм за осмотичною стабільністю, хімічною й термічною стійкістю. Йоніти представлені аніонітами — матеріалами, здатними до обміну аніонів, і катіонітами — матеріалами, що обмінюють катіони.
Аніоніти підрозділяються на:
- сильноосновні — здатні до обміну аніонів будь-якого ступеня дисоціації в розчинах при будь-яких значеннях pH;
- слабоосновні — здатні до обміну аніонів з розчинів кислот при pH 1-6, проміжної й змішаної активності.

Катіоніти підрозділяються на:
- сильнокислотні — що обмінюють катіони в розчинах при будь-яких значеннях pH;
- слабокислотні — здатні до обміну катіонів у лужних середовищах при pH>7.

Як правило, іоніти випускаються в сольові (натрієва, хлориста) або змішано-сольових формах (натрій-воднева, гідроксильно-хлоридна). Крім того, випускаються іоніти, практично повністю переведені в робочу форму (водневу, гідроксильну й ін.). Ці матеріали використаються в харчовій, фармацевтичній, медичній промисловості і для глибокого очищення конденсату на атомних електростанціях. Випускаються також готові суміші іонітів для використання у фільтрах змішаної дії. Найважливішим показником іонообмінних смол є вологість, тому що в силу гідрофільності функціональних груп іонообмінних смол волога, що втримується в смолі, є «хімічно зв'язаною». Причому спеціальне видалення цієї вологи приведе при наступному використанні смоли тільки до фізичного руйнування гранул. «Зовнішня» ж волога, не зв'язана хімічно з функціональною групою смоли, як правило, віддаляється перед упакуванням за допомогою центрифугування або фільтрування. Для зручності транспортування іонообмінні смоли упаковують по стандартній вазі, і продають їх певними об'ємами. Для кожного продукту визначається і постійно коректується насипна вага вологого продукту, заснована на відношенні його ваги до об'єму (кг/м3).
Наступною важливою характеристикою іонообмінних смол є іонообмінна ємність — вагова, об'ємна й робоча. Вагова й об'ємна ємності є стандартними показниками, визначаються в лабораторних умовах по стандартних методиках і вказуються в паспортних даних на готову продукцію. У той же час робоча іонообмінна ємність не може бути виміряна в лабораторних умовах, тому що залежить від геометричних розмірів шару смоли і від конкретних характеристик оброблюваних розчинів (рівня регенерації, швидкості потоків, концентрації розчинених речовин, необхідних показників якості оброблюваного розчину, точного розміру часток). Виробники іонообмінних смол за допомогою додаткових досліджень визначають дані, на підставі яких можна рекомендувати оптимальні технології сорбції-десорбції.

### Біохімічний метод
Метод полягає у висіванні й нарощуванні на зернах завантаження фільтра залізо-марганцеспоживальних бактерій типу Metallogenium personatum, Caulococeus manganifer, Bacteria manganicus і наступному фільтруванні оброблюваної води. Ці бактерії поглинають залізо і марганець із води в процесі життєдіяльності, а відмираючи, утворюють на зернах піску або іншого носія пористу масу, що містить велику кількість оксидів марганцю, який є додатковим каталізатором окиснення заліза (II) і марганцю (II). При швидкості фільтрування до 22 м/год фільтри повністю видаляють із води марганець і залізо.

### Вибір методу підготовки підземних вод
Очевидно, що при всій розмаїтості методів для кондиціювання природної води з максимальним збереженням її властивостей оптимальними будуть ті, які в ідеалі заберуть надлишок заліза й не залишать після себе слідів. Отже іонообмінний метод відпадає, тому що місце іонів заліза займуть іони натрію; сильні окиснювачі, на зразок хлоргазу, теж можуть дати небажані сполуки, які досить важко видалити маловитратними технологіями.
Підходить під такі вимоги комплексний метод, при якому спочатку відбувається окиснювання заліза (II) атмосферним киснем, а для прискорення процесу переходу заліза (II) у залізо (III) і інтенсифікації процесу формування й укрупнення колоїдів гідроокису заліза використовується автокаталітична плівка з того ж гідроокису заліза, що формується на зернах фільтрувального завантаження. Це рішення підвищує швидкість процесу переходу розчиненого заліза (II) у гідроксиди заліза в тисячі разів у порівнянні із класичною аерацією й відстоюванням і, найголовніше, не вводить в очищувану воду ніяких додаткових речовин, крім атмосферного повітря. Виходячи з позицій відмови від додаткових хімічних речовин, перспективним також є біохімічний метод очищення, але в нього є обмеження: він вимагає точного дозування кисню, необхідного для життєдіяльності бактерій і, отже, скрупульозної експлуатації всієї системи.